# Ouvrier
Der Ouvrier war ein Schweizer Flächenmass für Weinanbaugebiete und galt im Schweizer Kanton Neuenburg.
- 1 Ouvrier = 16 Pieds/Quadratruten = 0,09785 Juchart (schweiz.) = 3,5226 Aren